# Osieck (gmina)
Osieck – gmina miejsko-wiejska w województwie mazowieckim, w powiecie otwockim. W latach 1975–1998 gmina położona była w województwie siedleckim.
Siedziba gminy to Osieck.
Według danych z 31 grudnia 2019 gminę zamieszkiwało 3636 osób.

## Jednostki pomocnicze gminy
Gmina Wiejska Osieck zostało podzielona na 17 jednostek pomocniczych gminy – 13 sołectw i 4 kolonie.
Sołectwa Gminy Osieck:
| - Augustówka - Czarnowiec - Górki - Grabianka - Lipiny | - Natolin - Nowe Kościeliska - Osieck - Pogorzel - Rudnik | - Sobienki - Stare Kościeliska - Wójtowizna |

Miejscowości podstawowe gminy według liczby mieszkańców (dane z 31 grudnia 2015 roku)
| Miejscowość       | Liczba ludności |
| ----------------- | --------------- |
| Osieck            | 1 024           |
| Augustówka        | 953             |
| Pogorzel          | 430             |
| Sobienki          | 234             |
| Nowe Kościeliska  | 168             |
| Natolin           | 157             |
| Rudnik            | 137             |
| Górki             | 133             |
| Grabianka         | 128             |
| Wójtowizna        | 96              |
| Czarnowiec        | 85              |
| Lipiny            | 34              |
| Stare Kościeliska | 25              |

| Wykaz miejscowości miasta i gminy Osieck | Wykaz miejscowości miasta i gminy Osieck | Wykaz miejscowości miasta i gminy Osieck | Wykaz miejscowości miasta i gminy Osieck |
| Lp.                                      | Teryt                                    | Miejscowość                              | Status                                   |
| ---------------------------------------- | ---------------------------------------- | ---------------------------------------- | ---------------------------------------- |
| 1                                        | 0683105                                  | Augustówka                               | wieś                                     |
| 2                                        | 0683370                                  | Brody                                    | część miejscowości                       |
| 3                                        | 0683200                                  | Chabaszew                                | część miejscowości                       |
| 4                                        | 0683128                                  | Czarnowiec                               | wieś                                     |
| 5                                        | 0683217                                  | Dworek                                   | część miejscowości                       |
| 6                                        | 0683134                                  | Górki                                    | wieś                                     |
| 7                                        | 0683140                                  | Grabianka                                | wieś                                     |
| 8                                        | 0683223                                  | Kąciki                                   | przysiółek                               |
| 9                                        | 1066917                                  | Kolonia Pogorzel                         | część miejscowości                       |
| 10                                       | 0683157                                  | Lipiny                                   | wieś                                     |
| 11                                       | 0683393                                  | Majdan                                   | część miejscowości                       |
| 12                                       | 0683163                                  | Natolin                                  | wieś                                     |
| 13                                       | 0683170                                  | Nowe Kościeliska                         | wieś                                     |
| 14                                       | 0683111                                  | Ocznia                                   | część miejscowości                       |
| 15                                       | 0683192                                  | Osieck                                   | miasto                                   |
| 16                                       | 0683230                                  | Osieck pod Górą                          | osada                                    |
| 17                                       | 0683246                                  | Osieck pod Grabinką                      | osada                                    |
| 18                                       | 0683186                                  | Pod Kościeliskami                        | część miejscowości                       |
| 19                                       | 0683252                                  | Pod Rudnikiem                            | osada                                    |
| 20                                       | 0683269                                  | Pogorzel                                 | wieś                                     |
| 21                                       | 0683358                                  | Rudnik                                   | wieś                                     |
| 22                                       | 0683364                                  | Sobienki                                 | wieś                                     |
| 23                                       | 0683401                                  | Stara Kościeliska                        | wieś                                     |
| 24                                       | 0683418                                  | Wójtowizna                               | wieś                                     |

## Historia gminy
Gmina Osieck była jedną z 17 gmin wiejskich powiatu garwolińskiego guberni siedleckiej. 13 stycznia 1870 do gminy przyłączono pozbawiony praw miejskich Osieck. Z dniem 31 marca 1939 roku do gminy Osieck przyłączono część obszaru znoszonej gminy Warszawice oraz wyłączono z niej gromadę Krystyna, którą przyłączono do gminy Wola Rębkowska.

## Struktura powierzchni
Według danych z roku 2002 gmina Osieck ma obszar 67,5 km², w tym:
- użytki rolne: 57%
- użytki leśne: 35%

Gmina wiejska stanowi 10,97% powierzchni powiatu.

## Demografia
Dane z 31 grudnia 2019:
| Opis                              | Ogółem | Ogółem | Kobiety | Kobiety | Mężczyźni | Mężczyźni |
| --------------------------------- | ------ | ------ | ------- | ------- | --------- | --------- |
| Jednostka                         | osób   | %      | osób    | %       | osób      | %         |
| Populacja                         | 3636   | 100    | 1864    | 51,3    | 1772      | 48,7      |
| Gęstość zaludnienia [mieszk./km²] | 53,5   | 53,5   | 27,4    | 27,4    | 26,1      | 26,1      |

- Liczba i płeć mieszkańców Gminy Osieck w latach 1995–2019[12].

- Wiek mieszkańców Gminy Osieck w 2020 roku[12].

- Stan mieszkańców Gminy Osieck w 2011 roku

Stan cywilny (ludność w wieku 15+ lat).

| Opis                     | Ogółem | Ogółem | Kobiety | Kobiety | Mężczyźni | Mężczyźni |
| ------------------------ | ------ | ------ | ------- | ------- | --------- | --------- |
| Opis                     | osób   | %      | osób    | %       | osób      | %         |
| Kawalerowie/Panny        | 821    | 28,2   | 348     | 23,5    | 473       | 33,0      |
| Żonaci/Zamężne           | 1665   | 57,2   | 809     | 54,7    | 856       | 59,7      |
| Wdowcy/Wdowy             | 272    | 9,3    | 230     | 15,6    | 42        | 2,9       |
| Rozwiedzeni/Rozwiedzione | 140    | 4,8    | 83      | 5,6     | 57        | 4,0       |
| Nieustalone              | 11     | 0,4    | 6       | 0,4     | 5         | 0,3       |

| Opis         | Małżeństwa | Rozwody |
| ------------ | ---------- | ------- |
| Gmina Osieck | 3,6        | 1,2     |
| Mazowieckie  | 4,9        | 1,7     |
| Polska       | 4,8        | 1,7     |

| Opis               | Ogółem | Kobiety | Mężczyźni |
| ------------------ | ------ | ------- | --------- |
| Przyrost naturalny | 11     | 0       | 11        |
| Urodzenia          | 44     | 19      | 25        |
| Zgony              | 33     | 19      | 14        |
| Zgony niemowląt    | 0      | 0       | 0         |

## Zabytki

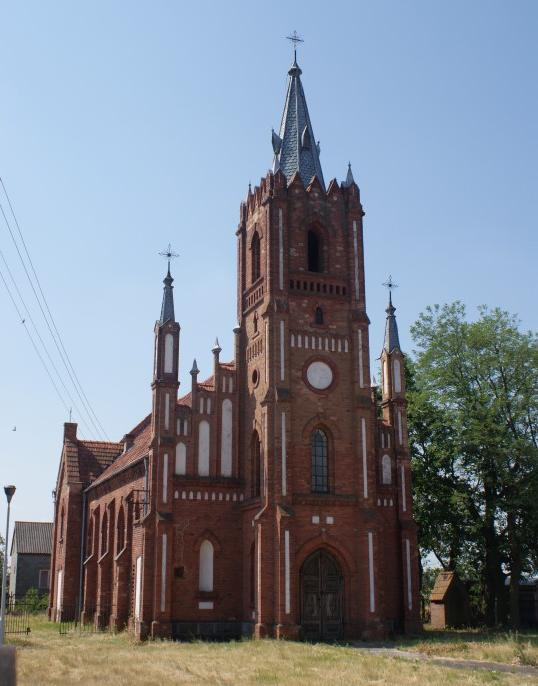
Kościół Mariawiacki w Pogorzeli

W gminie wiejskiej Osieck znajdują się dwanaście obiekty wpisane do rejestru zabytków:
- Kościół pw. św. Apostołów Andrzeja i Bartłomieja w Osiecku przy Kościelnej 1 (nr ewidencyjny działki: 1409/7),
- Drewniana kaplica cmentarna pw św. Rocha w Osiecku przy Krakowskiej (nr ewidencyjny działki: 2061),
- Kościół mariawicki pw. Matki Boskiej Nieustającej Pomocy w Pogorzeli przy ul. Pogorzel 34 z XIX-XX wieku (nr ewidencyjny działki: 1369/1),
- Budynek starej plebanii przy Kościele parafialnym w Osiecku przy Kościelnej 4 (nr ewidencyjny działki: 1409/8),
- Chałupa w Osiecku z XIX wieku (do rozbiórki) przy ul. Rynek 37 (nr ewidencyjny działki: 1923/1),
- Chałupa w Osiecku z XVIII/XIX wieku przy ul. Warszawskiej 5 (nr ewidencyjny działki: 1448),
- Chałupa w Osiecku przy ul. Warszawskiej,
- Chałupa w Osiecku przy ul. Warszawskiej 8 (nr ewidencyjny działki: 1813/1),
- Budynek mieszkalny w Osiecku przy ul. Warszawskiej 9 (nr ewidencyjny działki: 1450/2),
- Budynek mieszkalny w Osiecku przy ul. Warszawskiej 10 (nr ewidencyjny działki: 1815),
- Budynek mieszkalny w Osiecku przy ul. Warszawskiej 23,
- Budynek mieszkalny w Osiecku przy ul. Warszawskiej 25 (nr ewidencyjny działki: 1904).

## Oświata i wychowanie
Żłobki
- Publiczny Żłobek w Sobienkach

Przedszkola

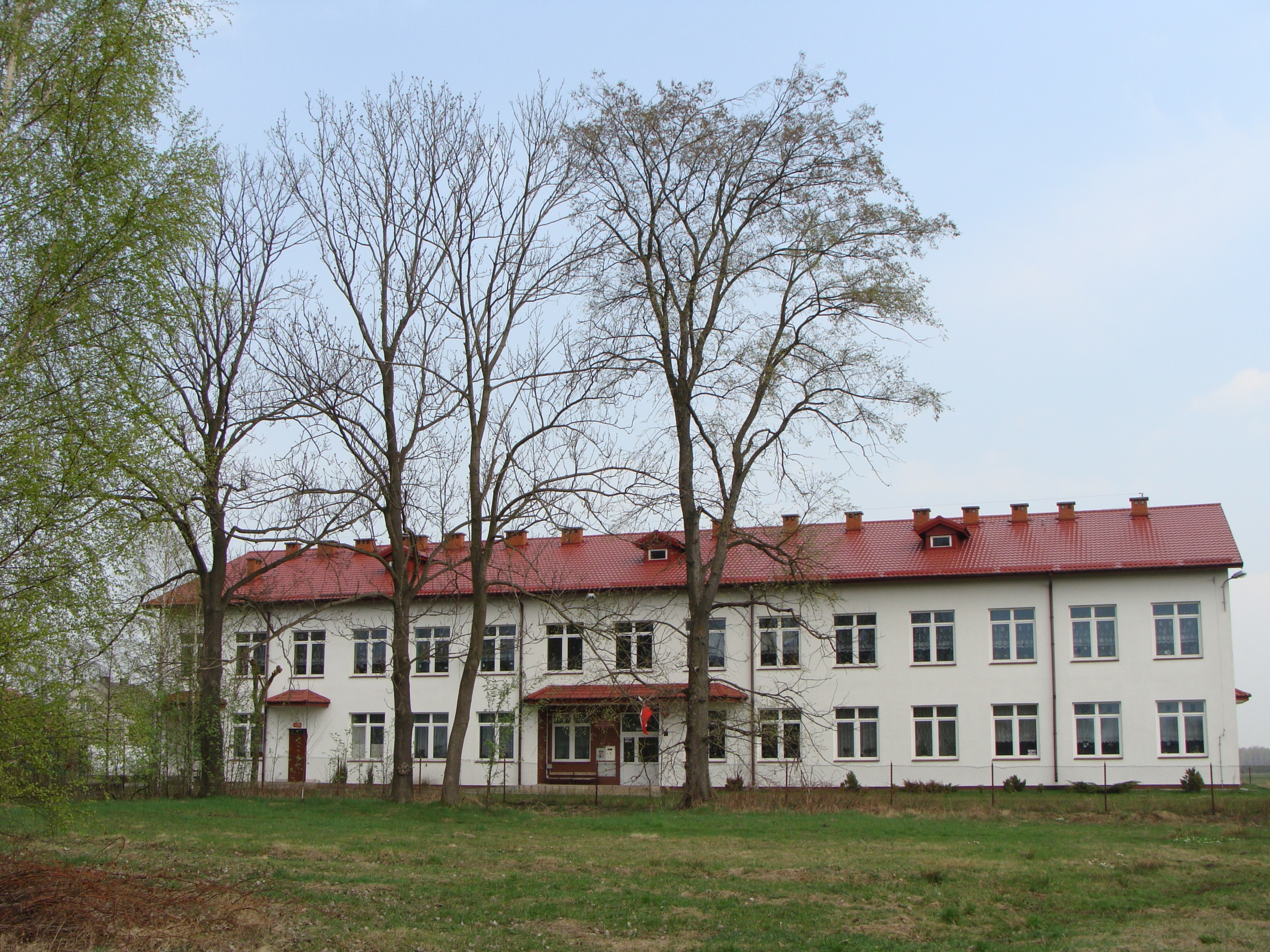
Zespół Szkolno-Przedszkolny w Augustówce

- Publiczne Przedszkole w Augustówce
- Publiczne Przedszkole w Sobienkach

Szkoły podstawowe
- Szkoła Podstawowa im. Orła Białego w Augustówce
- Szkoła Podstawowa im. Powstańców Styczniowych w Osiecku

## Transport

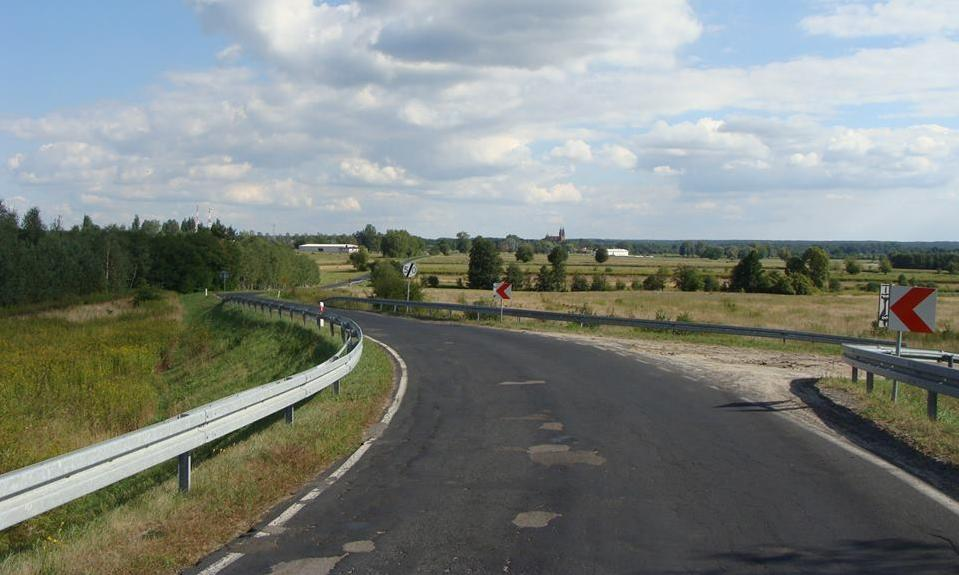
Droga wojewódzka nr 862 relacji Tabor – Podbiel – Osieck

### Transport drogowy
- droga wojewódzka nr 739 Sobienie-Jeziory – Sobienki – Osieck
- droga wojewódzka nr 805 Warszawice – Osieck – Pilawa
- droga wojewódzka nr 862 Tabor – Podbiel – Osieck
- droga wojewódzka nr 879 Osieck – Dworzec Kolejowy PKP
- droga powiatowa nr 36276 Osieck – Ponurzyca – Człekówka
- droga powiatowa nr 36277 Osieck – Zabieżki – Kąty – Antoninek
- droga powiatowa nr 36278 Osieck – Górki – Rudnik – Grabianka
- droga powiatowa nr 36280 Osieck – Czarnowiec – Natolin – Nowe Kościeliska – Stara Huta
- droga powiatowa nr 36516 odcinek drogi przebiegającej przez wieś Nowe Kościeliska
- droga powiatowa nr 36519 Kościeliska – Stara Huta
- droga powiatowa nr 36520 Wola Władysławowska – Natolin – Łucznica
- droga powiatowa nr 36524 Osieck – Augustówka
- drogi gminne o ogólnej długości 146 kilometrów

### Transport kolejowy
Obecnie przez gminę wiejską Osieck przebiegają dwie linie kolejowe: nr 7 Warszawa – Lublin – Dorohusk oraz nr 12 Skierniewice – Łuków. Stacje Kolejowe:
- Augustówka (Linia kolejowa nr 7)
- Osieck (Linia kolejowa nr 12)

## Turystyka
Piesze i rowerowe szlaki turystyczne PTTK przebiegające na terenie Osiecka:
- MZ-5087y „Szlak wiejski” o długości 21 km
  - Trasa: Stara Wieś PKP – Lasek – Regut – Ponurzyca – Czarci Dół – Osieck, Rynek[13]

- MZ-5096n „Ponadregionalny szlak borów nadwiślańskich” o długości 80 km
  - Trasa: Glinianka PKS – Wola Karczewska – Adamówka – Wólka Mlądzka – Rudka – Otwock – Czerwona Droga – Torfy – Jezioro Czarne – Lasek – Celestynów – Regut – Las Ponurzycki – Zabieżki – Kąciki – Osieck, UG – Łucznica – Garwolin PKP[14]

- PTTK OTWOCK R-1c „Szlak borów nadwiślańskich” o długości 75 km
  - Trasa: Warszawa Radość PKP – Zagórze – Góraszka – Emów – Kamień Leśnika – Dąbrowiecka Góra – Dąbrówka – Celestynów – Regut – Podbiel – Ponurzyca – Czarci Dół – Osieck – Kąciki – Augustówka Ocznia – Jaźwiny – Augustówka – Pilawa[15]

Hotel
- Pod Sosnami

## Ochotnicze straże pożarne

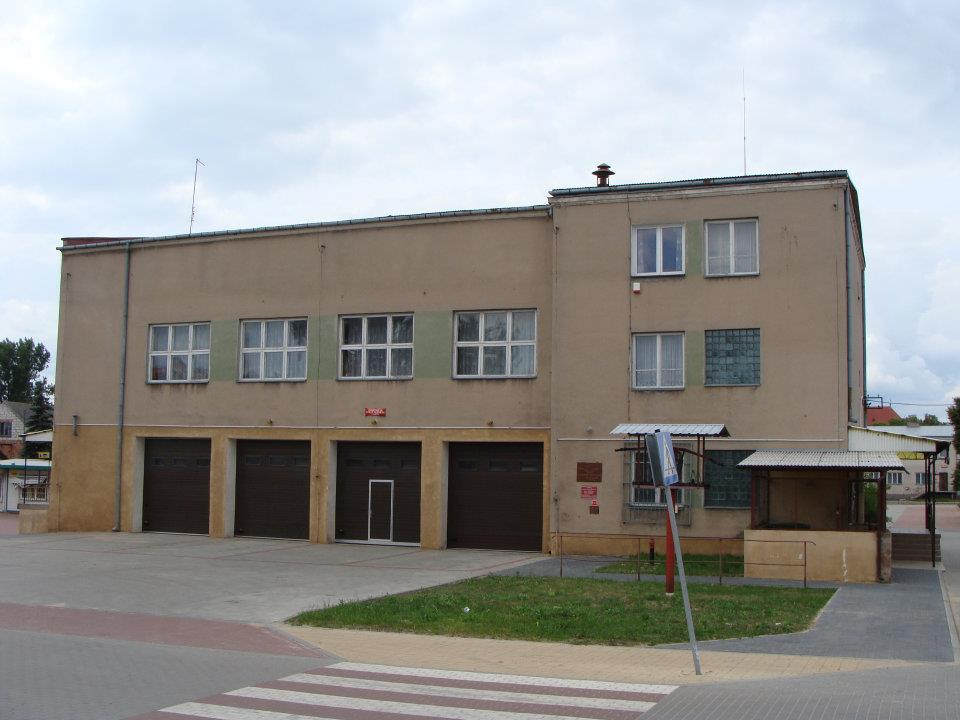
Budynek OSP w Osiecku

W gminie wiejskiej funkcjonuje 5 jednostek ochotniczej straży pożarnej. Są to:

- OSP w Górkach,
- OSP w Natolinie,
- OSP w Osiecku,
- OSP w Pogorzeli,
- OSP w Rudniku.

## Władze samorządowe gminy
Naczelnicy Osiecka:
- Janusz Wachnik (1970–1975)
- Wiesław Zwoliński (1975–1990)

Przewodniczący Rady Gminy:
- Stanisław Lemieszkiewicz (1990–1994)
- Elżbieta Sulińska (1994–1998)
- Marian Piłka (1998–2000)
- Stanisław Grzegrzółka (2000–2002)
- Teresa Marianna Nowak (2002–2006)
- Danuta Anna Płatek (2006–2010)
- Adam Kowalski (2010–2018)
- Irena Hulisz (2018-2022)
- Ryszard Andrzej Kamionek (2022-2024)

Przewodniczący Rady Miejskiej:
- Ryszard Andrzej Kamionek (01.01.2024–7.05.2024)
- Anna Kotowska (od 7.05.2024)

Wiceprzewodniczący Rady Gminy:
- Grzegorz Kędziorek (2006–2010)
- Danuta Anna Płatek (2010–2014)
- Tomasz Urbaniak (2014-2024)

Wiceprzewodniczący Rady Miejskiej:
- Tomasz Urbaniak (01.01.2024–7.05.2024)
- Marek Jan Długaszek (od 7.05.2024)

Wójtowie Osiecka:
- Władysław Marek Lasocki (1.07.1990–19.02.2014)
- p.o. Karolina Zowczak (6.03.2014–9.12.2014)
- Karolina Zowczak (9.12.2014–1.01.2024)

Burmistrzowie Osiecka:
- Karolina Zowczak (od 1.01.2024)

## Religia
Kościół rzymskokatolicki
- Kościół pod wezwaniem św. Apostołów Andrzeja i Bartłomieja w Osiecku
- Kościół mariawicki pod wezwaniem Matki Boskiej Nieustającej Pomocy w Pogorzeli

Kościół pw. św. Apostołów Andrzeja i Bartłomieja

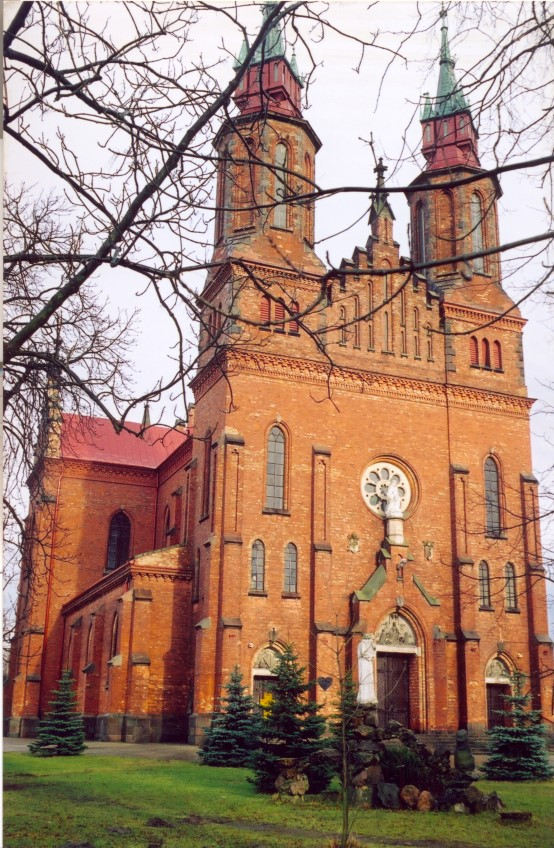
Kościół pw. św. Bartłomieja Apostoła w Osiecku

Pierwszy kościół, którego istnienie potwierdzają źródła historyczne powstał w II połowie XIII wieku. Jego fundatorem był Konrad I – książę mazowiecki, była to budowla drewniana i przetrwała niespełna sto lat, gdyż spłonęła doszczętnie w I połowie XIV wieku. Kolejną świątynię, również drewnianą zbudowano w 1353 roku z inicjatywy księcia mazowieckiego Ziemowita III. Istniała ona do 1656 roku, kiedy to podczas „potopu” spalili ją Szwedzi. Na jej miejscu zbudowano tymczasową kaplicę która służyła jako miejsce kultu przez 18 lat. Trzeci osiecki kościół, również drewniany zbudowano z fundacji marszałka koronnego Franciszka Bielińskiego w 1675 roku. Przetrwał on do 1778 roku. Kolejny kościół był murowany, budował go ksiądz Andrzej Reptowski w latach 1778–1782. Niestety był on za mały w stosunku do powiększającej się liczby wiernych, dlatego też postanowiono wybudować większą świątynię. Została ona wybudowana w latach 1902–1904 wg projektu Stefana Szyllera, a konsekrowany przez sufragana podlaskiego bpa Franciszka Jaczewskiego w 1908 roku. Najstarszym zabytkiem świątyni jest kropielnica z czarnego marmuru chęcińskiego, pełniąca dawniej funkcje chrzcielnicy.
Kościół mariawicki pw. Matki Boskiej Nieustającej Pomocy
Został wybudowany w 1910 roku. Początkowo świątynia należała do Kościoła Starokatolickiego Mariawitów, natomiast po 1935 społeczność mariawicka w większości opowiedziała się za reformami abp. Jana Marii Michała Kowalskiego i budynek przeszedł do wiernych Kościoła Katolickiego Mariawitów. Po II wojnie światowej liczba wyznawców zaczęła drastycznie spadać, dlatego w latach 70. XX w. Kościół Katolicki Mariawitów podjął decyzję o przekazaniu majątku Skarbowi Państwa. W 1985 r. kościół został wyremontowany z funduszy Wojewódzkiego Konserwatora Zabytków, a następnie przekazany, jako mienie komunalne na rzecz gminy Osieck. Od 1989 obiekt jest dzierżawiony przez osoby prywatne. W 2001 r. wójt gminy Osieck Władysław Marek Lasocki wystosował pismo do bp. Zbigniewa Kiernikowskiego, w którym proponowano przekazanie świątyni Kościołowi rzymskokatolickiemu. W 2002 Bogna Burska zrealizowała w kościele projekt malarski „Witraże”. Obecnie (2015) świątynia w dobrym stanie stoi pusta, teren jest ogrodzony i zamknięty, a plac uporządkowany. Tuż za ostatnimi zabudowaniami w kierunku Osiecka po północnej stronie drogi w lesie znajduje się niewielki cmentarz mariawitów. We wsi nie ma kościoła rzymskokatolickiego, znajduje się on w sąsiadującym Osiecku.
Plebania
Obok kościoła stoi drewniana, parterowa plebania z 1897 roku, bardzo bogato zdobiona. Kościół i plebania wybudowane zostały z inicjatywy proboszcza osieckiego ks. Aleksandra Olszewskiego. Plebania stoi na miejscu dawnego kościoła; jedna z jej ścian to właśnie ściana, będąca częścią starej świątyni.
Obok nowy budynek plebanii oraz organistówka, a po drugiej stronie ulicy dom parafialny – najstarszy murowany budynek w Osiecku. Teren wokół kościoła jest zadbany, ogrodzony kamiennym, otynkowanym płotem z dwiema kutymi bramami wjazdowymi, obsadzony drzewami, z figurami świętych, krzyżami misyjnymi oraz pomnikiem Papieża-Polaka.

## Sąsiednie gminy
Gminy wiejskie sąsiadujące z Gminą Osieckiem to:

- Celestynów,
- Garwolin,
- Kołbiel,
- Pilawa,
- Sobienie-Jeziory